# Sancha da Provença
Sancha de Provença (Aix-en-Provence, 1225 – Castelo de Berkhamsted, Berkhamsted, 9 de Novembro de 1261) foi uma princesa francesa, a terceira filha de Raimundo Berengário IV da Provença e de Beatriz de Saboia.
Casou-se na Abadia de Westminster, no dia 23 de Novembro de 1243, com Ricardo, 1.º Conde da Cornualha e Rei dos Romanos, irmão do rei Henrique III de Inglaterra, esposo da irmã de Sancha, Leonor da Provença.
Teve dois filhos:
1. Ricardo da Cornualha (1246 - 1246).
2. Edmundo, Earl da Cornualha (Berkhamsted, 26 de Dezembro de 1249 - Abadia de Ashbridge, 1 de Outubro 1300) casou em Ruislip, 1272 com Margaret de Clare (1249 - 1313).